# Félix Azzati
Félix Azzati Descalci (Cádiz, noviembre de 1874-Valencia, 20 de junio de 1929) fue un periodista y político español. De pensamiento republicano y anticlerical, llegó a ser director del diario El Pueblo, además de varias veces diputado a Cortes por Valencia. Ha sido considerado el heredero político de Vicente Blasco Ibáñez.

## Biografía
Nació en noviembre de 1874 en Cádiz, en el seno de una familia de emigrantes italianos. Era hijo del italiano Giovanni Azzati (en Valencia siempre se le conoció por Juan Azzati), un garibaldino exiliado que había sido director de orquesta y se ganaba la vida como paragüero y lañador de cacharros. La familia acabaría estableciéndose en Valencia.
Después de una escolarización primaria básica, Azzati fue aprendiz de obrero forjador. Pero también recibió de su padre una tradición artística en música y literatura. Tradujo al castellano a Pirandello. Su formación caótica le llevó estudiar y concluir los estudios de Derecho cuando ya pasaba los cincuenta años.

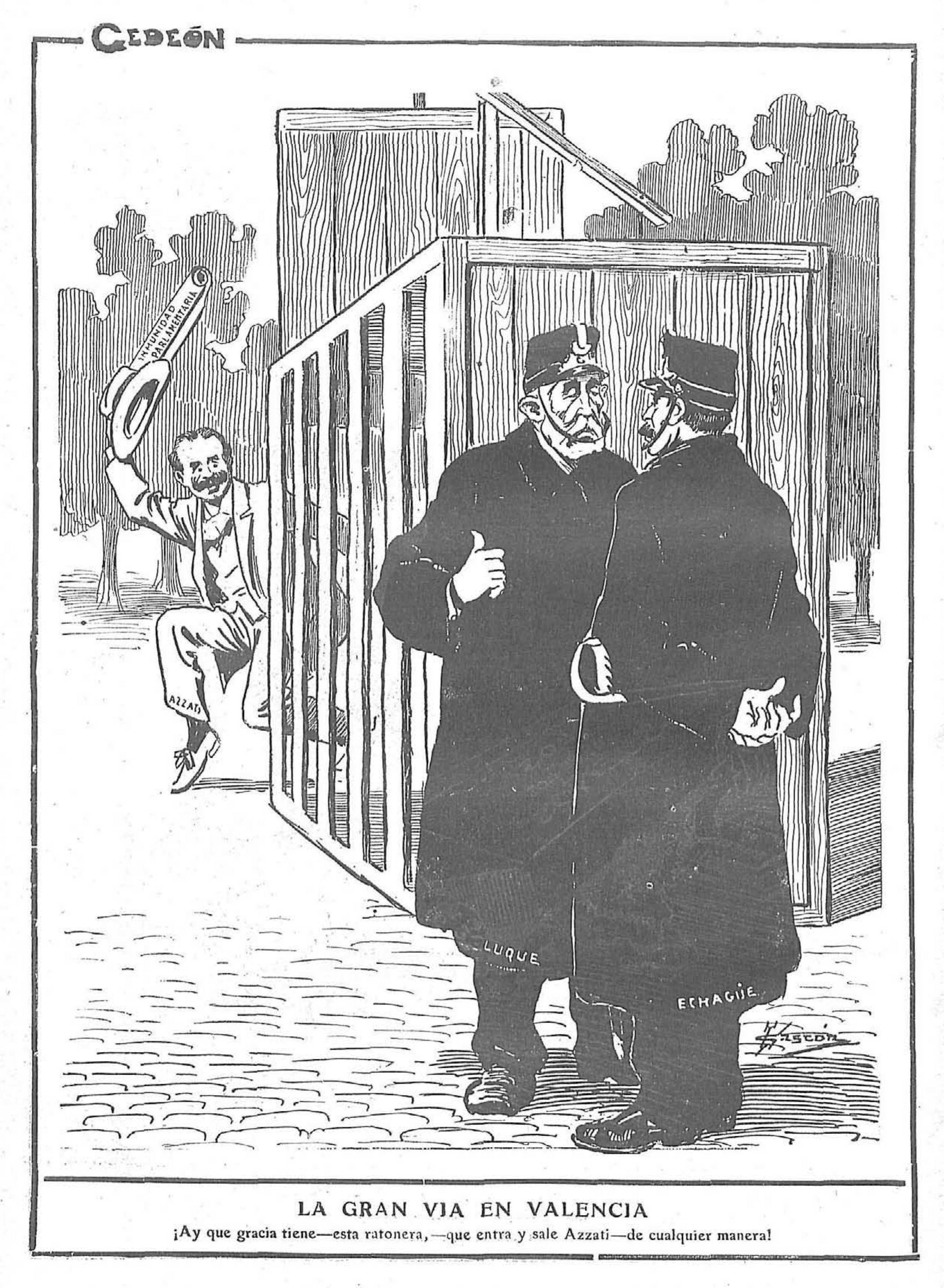
Azzati en una caricatura de la revista Gedeón (1911)

Amigo y estrecho colaborador de Vicente Blasco Ibáñez, le sucedería en 1906 como director de El Pueblo —Blasco le vendió el periódico— y como jefe del partido blasquista. Convertido en jefe indiscutible del «blasquismo», bajo la dirección de Azzati el  Partido de Unión Republicana Autonomista (PURA) se convirtió la formación política más importante de Valencia. Fue elegido diputado por la circunscripción de Valencia en 1908 en una elección parcial para sustituir a Adolfo Gil y Morte. Sería reelegido sucesivamente en siete ocasiones, hasta 1923.
Fue procesado por algunas de sus campañas provocativas, tanto en prensa —participó en algaradas anticlericales y llegó a declarar la guerra a Dios— como en el Parlamento. 
En Valencia gozaba de simpatías, pues una parte le consideraba un defensor de los intereses de la ciudad, y un sector de los anarcosindicalistas, una fuerza relevante de ese momento en Valencia. Ayudó a mantener al republicanismo valenciano distanciado del lerrouxismo. Su papel en la huelga general revolucionaria de 1917 es controvertido, ya que algunos consideran que pudo ser un agente provocador trabajando para el gobierno. 
Aquejado por una enfermedad, tuvo que ser operado de las cuerdas vocales por el doctor Antonio García Tapia, pero pudo volver a hablar gracias a un innovador aparato fonador que este doctor le puso. En 1929 vendió El Pueblo a Sigfrido Blasco-Ibáñez. El 20 de junio falleció en Valencia. Sus restos reposan en el Cementerio de Valencia. Tanto Félix Azzati como otros miembros de la familia, figuran en las listas del Tribunal Especial para la Represión de la Masonería y del Comunismo creado para la represión franquista tras la guerra civil, por su pertenencia a la masonería.

## Familia
Fue padre del traductor Arnaldo Azzati.